# Ситдикова Адія Хабібуллівна
Адія Хабібуллівна Ситдикова (башк. Әҙиә Хәбибулла ҡыҙы Ситдиҡова; 12 грудня 1913 — 29 травня 2000) — народна художниця Башкирської АРСР, лауреатка державної премії Республіки Башкортостан імені Салавата Юлаєва.

## Біографія
Адія Хабібуллівна Ситдикова народилася 12 грудня 1913 року в селі Мордва (нині — Агризький район, Татарстан. У сім'ї було п'ятеро дітей. Батько був постійно зайнятий селянською працею, щоб прогодувати сім'ю. Адія в 16 років їде з села. Живе в Середній Азії, Підмосков'ї.
У 1934 році потрапляє до Уфи. Недовгий шлюб і вона залишається в місті одна з маленьким сином на руках. У 50-х роках працювала підсобною робітницею при художніх майстернях. Керівник майстерень народний художник РРФСР Рашит Мухаметбареєвич Нурмухаметов привчив її займатися живописом в майстернях і прищепив їй любов до живопису.
У 1958 році вперше брала участь в республіканській художній виставці. Через два роки в Спілці художників пройшла перша персональна виставка робіт Адії Хабібуллівни.
Жила в м. Уфі. Членкиня Спілки художників з 1964 р. Заслужений художник Башкирської АРСР (1973). Народний художник Башкирської АРСР (1983), лауреатка Державної премії імені Салавата Юлаєва (1993).
Місцезнаходження творів в зібраннях музеїв і картинних галерей: Башкирський державний художній музей імені М. В. Нестерова (Уфа), Державна Третьяковська галерея (Москва), музеї СНД.